# نبرد کان (۱۳۴۶)
نبرد کان (انگلیسی: Battle of Caen) نبردی است از جنگ صدساله که در هنگامهٔ لشکرکشی کرسی به فرانسه و در منطقهٔ نرماندی به وقوع پیوست و در طی آن، ارتش پادشاهی انگلستان، شهر کان، فرانسه را پس از گشودن، برای ۵ روز تحت غارت و چپاول قرار داد.